# Michał Szembek
Michał Szembek (ur. 1650 w Morawicy, zm. w czerwcu 1726) – od 1706 biskup pomocniczy krakowski, opat komendatoryjny mogilski w latach 1720–1726, dziekan krakowskiej kapituły katedralnej od 28 lipca 1703 roku do 1726 roku.

## Życiorys
Brat prymasa Stanisława Szembeka.
Był synem Franciszka Szembeka burgrabiego 1655, kasztelana krakowskiego 1685, kasztelana kamienieckiego 1688, starosty bieckiego zmarłego w 1693 r. i Zofii Pieniążek.
Kształcił się w Akademii Krakowskiej, gdzie uzyskał doktorat obojga praw. Kanonik warmiński i krakowski. W 1714 sprowadził do Krakowa zakon szarytek i powierzył im opiekę nad porzuconymi dziećmi. Ufundował szpital przy ulicy św. Jana oraz dom dla sierot. Był jednym z fundatorów kościoła Misjonarzy na Stradomiu.